# Adolf Maciejny
Adolf Maciejny (ur. 12 sierpnia 1932 w Koszarawie, zm. 4 lutego 2011 w Katowicach) – polski profesor zwyczajny, przez wiele lat związany z Politechniką Śląską, specjalizujący się w inżynierii materiałowej i nauce o materiałach.

## Biografia
Na Politechnice Śląskiej rozpoczął studia w 1951 jako absolwent Liceum Ogólnokształcącego w Żywcu. W 1956 obronił pracę magisterską i został asystentem w Katedrze Metaloznawstwa w Gliwicach. W 1963 uzyskał stopień naukowy doktora, a w 1968 doktora habilitowanego. W tym okresie prowadził badania naukowe na jednym z pierwszych w Polsce transmisyjnym mikroskopie elektronowym. Od 1963 należał do PZPR.
W 1969 Adolf Maciejny przeniósł się do Wydziału Metalurgii w Katowicach, gdzie był jednym z organizatorów Katedry Materiałoznawstwa i Technologii Materiałów (później przekształconą w Instytut Inżynierii Materiałowej). Pełnił funkcję zastępcy ds. nauki Dyrektora Instytutu, a w latach 1981–1991 kierował nim. W 1971 otrzymał tytuł profesora nadzwyczajnego, a w 1984 profesora zwyczajnego. W 1991 był twórcą Katedry Nauki o Materiałach (obecnie Instytut Inżynierii Materiałowej) i do 1997 był jej kierownikiem. Jednocześnie w latach 1972–1980 piastował stanowisko prorektora ds. rozwoju i organizacji Politechniki Śląskiej. Od 1985 był redaktorem naczelnym czasopisma „Inżynieria Materiałowa”.
W latach 90. XX wieku Maciejny zainicjował utworzenie Polskiego Towarzystwa Materiałoznawczego (był również jego pierwszym prezesem), a później wprowadził je do Europejskiej Federacji Towarzystw Materiałoznawczych (EMRS)
W 1998 został członkiem korespondencyjnym Polskiej Akademii Nauk, następnie wiceprezesem Oddziału PAN w Katowicach (2003–2006  i od 2007 roku) oraz przewodniczącym Komitetu Nauki o Materiałach PAN (1999–2006). Od 1995 był członkiem Akademii Inżynierskiej, a od 1998 Słowackiej Akademii Nauk.
W czasie swej kariery naukowej i akademickiej wypromował 21 doktorów nauk technicznych, opracował 89 recenzji rozpraw doktorskich i 37 habilitacyjnych, opiniował i recenzował kilkadziesiąt wniosków w postępowaniu kwalifikacyjnym do tytułu profesora. Był również współtwórcą 20 patentów i wynalazków. Jego dorobek naukowy to 220 pozycji, w tym 150 opracowań opartych na wynikach własnych badań materiałoznawczych.
W uznaniu swoich zasług Politechnika Śląska w 1999 uhonorowała go doktoratem honoris causa. Został też wielokrotnie odznaczony przez władze państwowe i resortowe, m.in. Złotym Krzyżem Zasługi (1972), Medalem 30-lecia Polski Ludowej, Krzyżem Kawalerskim Orderu Odrodzenia Polski (1976) i Krzyżem Oficerskim Orderu Odrodzenia Polski (1985), Medalem Komisji Edukacji Narodowej.

## Wybrane publikacje
- Atlas mikrostruktur stali – mikroskop elektronowy (red. F. Staub, 1970)
- Kruchość metali (1973)
- Żarowytrzymałe stopy metali (współautor A. Hernas), Wyd. Oddziału PAN w Katowicach, Ossolineum-Wrocław 1989
- High Temperature Fracture, Mechanisms and Mechanics, rozdział Creep-Fracture Models and their Image In Microfractography (1990).